# Phoenix Brussels in het seizoen 2021/22
Het seizoen 2021/2022 was het 23e jaar in het bestaan van de Brusselse basketbalclub Phoenix Brussels sinds de fusie in 1999.

## Verloop
De club kwam uit in de nieuw opgerichte basketbalcompetitie van Nederland en België, de BNXT League. Brussels verloor in de tweede ronde van de BNXT League waar ze onderuit gingen tegen de Antwerp Giants. Ze wisten zich niet te kwalificeren voor de eindfase van het landskampioenschap. In de beker gingen ze onderuit in de kwartfinale tegen Okapi Aalst.

## Ploeg
Antwerp Giants ·
Apollo Amsterdam ·
Aris Leeuwarden ·
BAL ·
Union Mons-Hainaut ·
Den Helder Suns ·
Donar ·
Feyenoord ·
Heroes Den Bosch ·
Kangoeroes Basket Mechelen ·
Landstede Hammers ·
Leuven Bears ·
Liège Basket ·
Limburg United ·
Okapi Aalst ·
Oostende ·
Phoenix Brussels ·
Spirou Charleroi ·
The Hague Royals ·
Yoast United ·
ZZ Leiden